# Große Pechlibelle
Die Große Pechlibelle (Ischnura elegans) ist eine Kleinlibellenart, deren deutscher Name auf die pechschwarze Färbung des Hinterleibes zurückgeht. Von den zehn Hinterleibssegmenten hat lediglich das achte eine vollständige leuchtend blaue Färbung, welche häufig auch als „Schlusslicht“ bezeichnet wird. Die Große Pechlibelle ist recht anspruchslos gegenüber ihrem Lebensraum, kommt daher noch sehr häufig vor und ist nicht gefährdet. In einigen Regionen ihres Verbreitungsgebietes wird die Große Pechlibelle als die häufigste Libellenart angegeben.

## Merkmale
Die Körperlänge beträgt gut 30 Millimeter, die Flügelspannweite 35 bis 40 Millimeter. Die Hinterleiber beider Geschlechter haben oberseits eine schwarze Färbung, wobei das achte Abdominalsegment mit seiner leuchtend blauen Färbung hervorsticht. Das siebente und neunte Hinterleibssegment sind nur unterseitig blau gefärbt, die Segmente 3 bis 6 unterseits gelblich. Von der selteneren Kleinen Pechlibelle (Ischnura pumilio) kann die Große Pechlibelle anhand der Ausdehnung und genauen Lage des „Schlusslichtes“ unterschieden werden. Bei Männchen von Ischnura pumilio weist lediglich das hintere Drittel des achten, dafür aber auch das gesamte neunte Hinterleibssegment eine Blaufärbung auf.
Die Männchen der Großen Pechlibelle sind auch am Thorax und Kopf neben schwarzen Partien blau gefärbt, während bei den Weibchen diese Bereiche unterschiedliche Färbungen aufweisen können (siehe unten). Beide Geschlechter besitzen zweifarbige (innen schwarze, außen weiße), spitz auslaufende Flügelmale.

### Farbvarianten
Weibchen der Großen Pechlibelle treten in fünf verschiedenen, genetisch bedingten Farbmorphen auf, zwei davon bei Jungtieren und drei bei geschlechtsreifen Tieren. Aus der Jugendform violacea, die einen violetten oder grünen Thorax, eine schwarze Antehumeralbinde und ein blaues „Schlusslicht“ aufweist, entwickelt sich entweder die Altersform typica (wie die Männchen gefärbt) oder – bei heterozygoten Individuen – die Form infuscans mit olivgrünem Thorax und einem grünbraunen bis fast schwarzen achten Abdominalsegment. Junge Weibchen der Form rufescens besitzen einen lachsrosa bis orange gefärbten Thorax ohne Antehumeralstreifen und ein blaues achtes Abdominalsegment. Bei ihnen führt der innerhalb einer Woche auftretende morphologische Farbwechsel mit der Geschlechtsreife zur Form infuscans-obsoleta mit einem dann hellbraunen, rosa oder orangefarbenen Thorax und einem braunen, später fast schwarzen „Schlusslicht“.

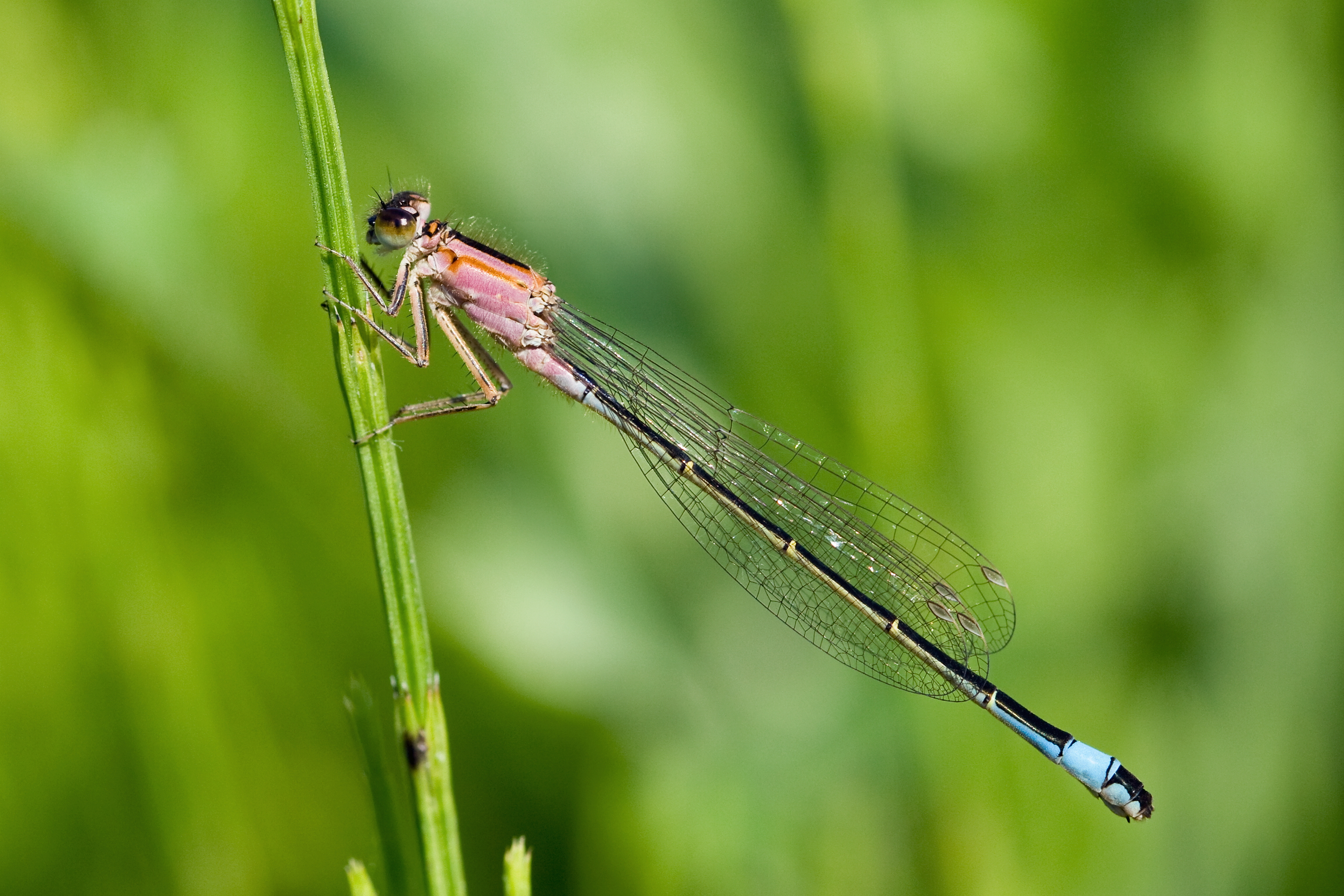
forma rufescens – eine mögliche Jugendform der Weibchen
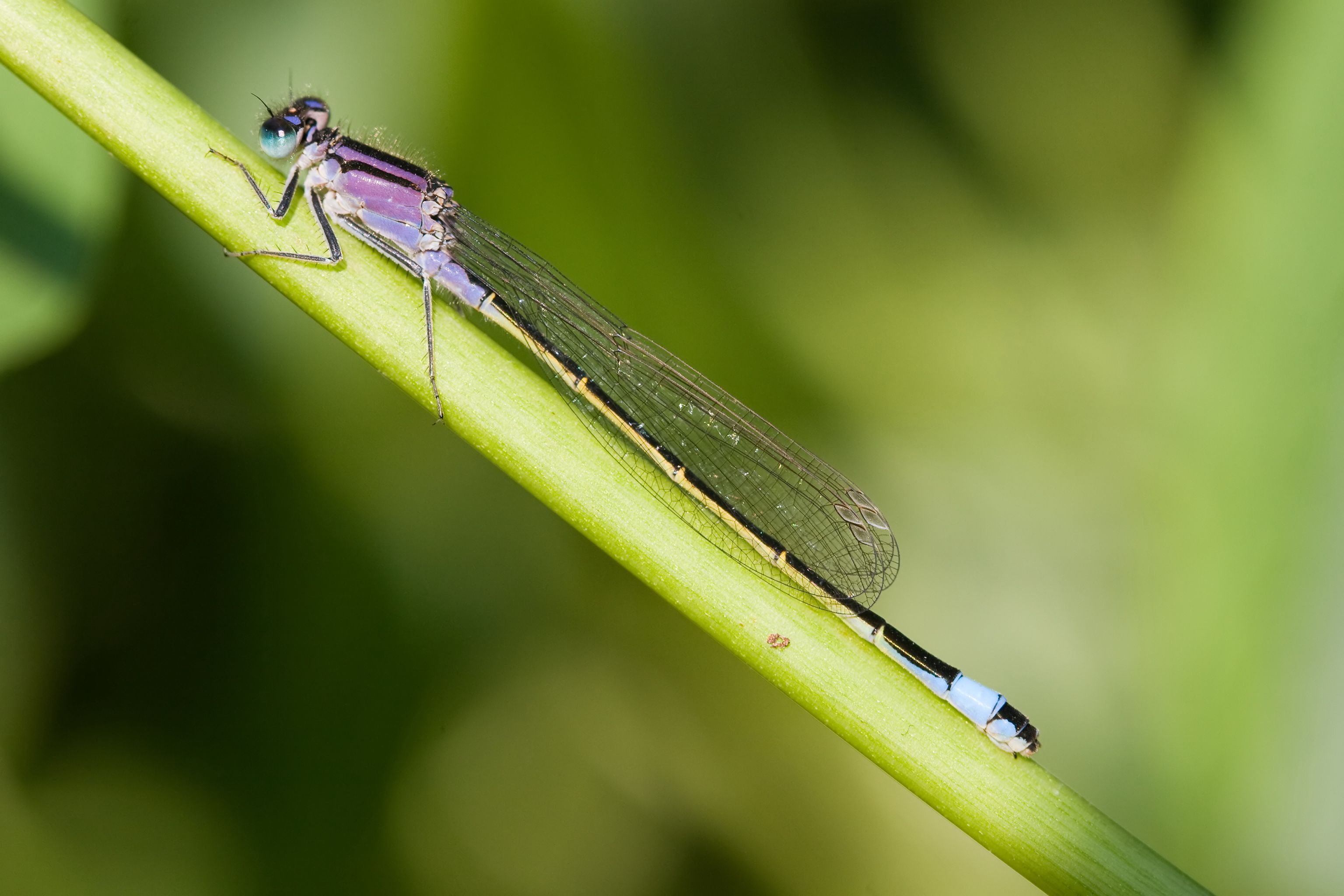
forma violacea – die zweite Jugendform der Weibchen
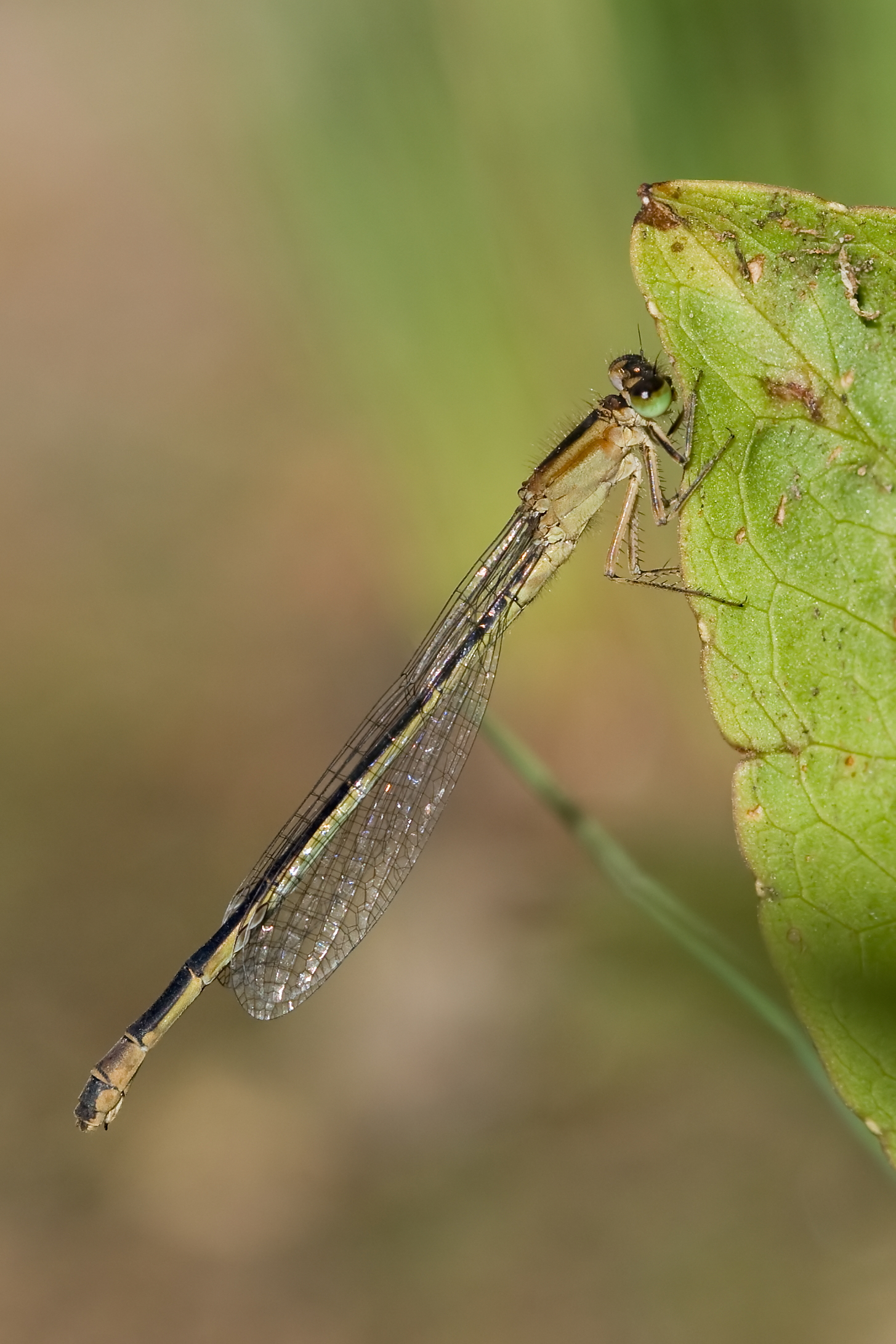
forma infuscans-obsoleta – eine von drei Altersformen der Weibchen (hervorgegangen aus der Jugendmorphe rufescens)
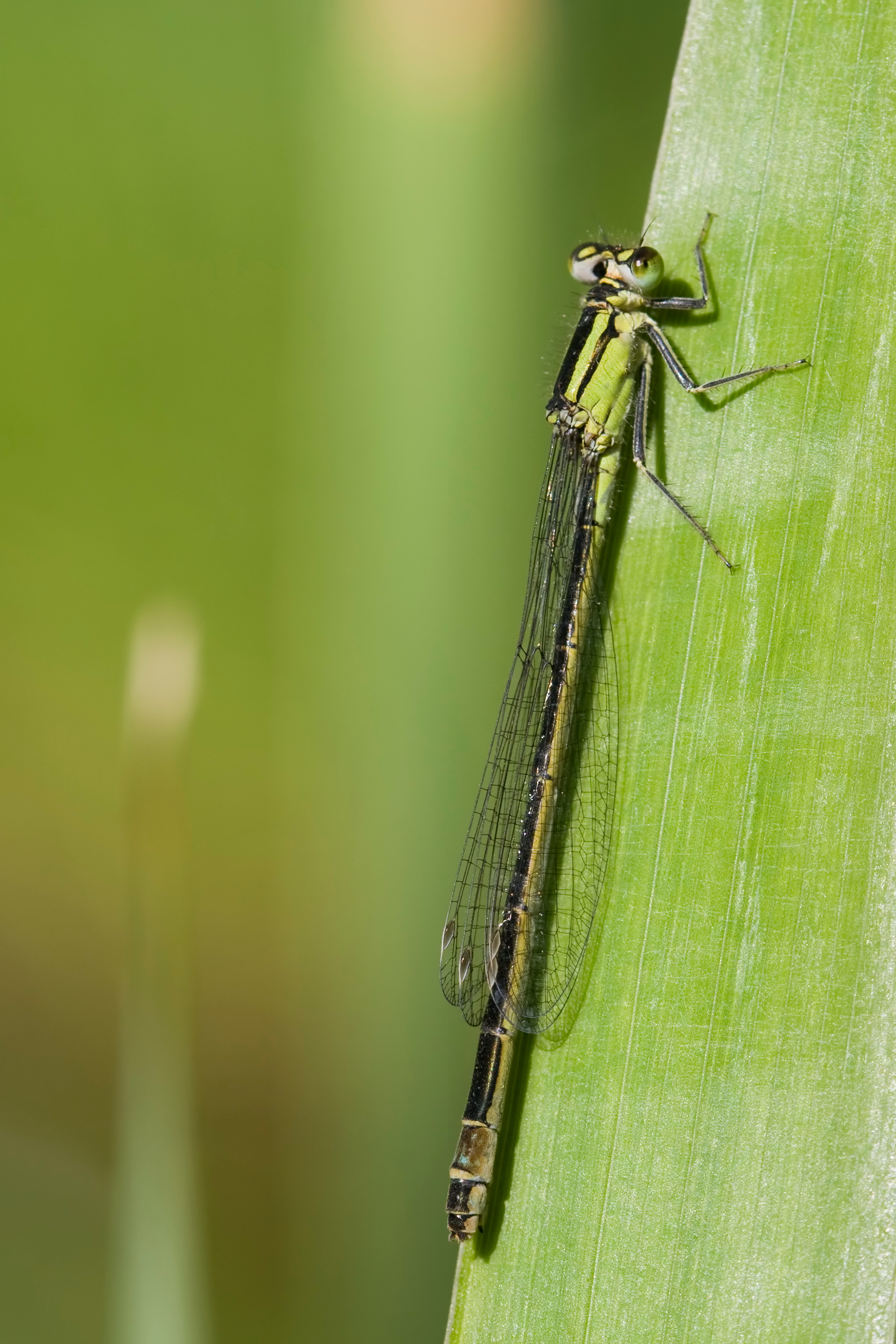
forma infuscans – eine weitere Altersform der Weibchen (hervorgegangen aus der Jugendmorphe violacea)
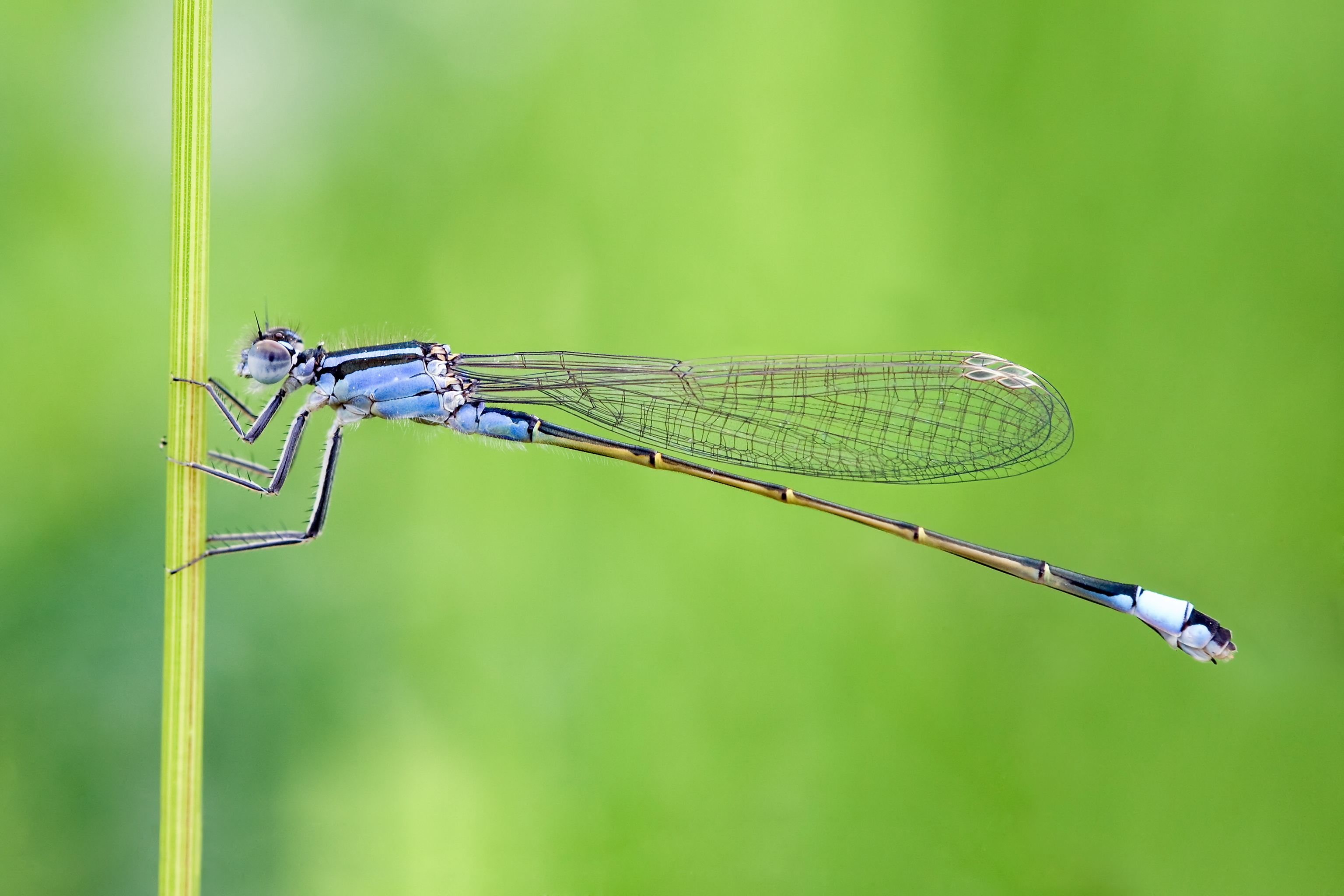
forma typica – die dritte, "männchenfarbene" Altersform der Weibchen (hervorgegangen aus der Jugendmorphe violacea)

## Lebensweise
Die Flugzeit der erwachsenen Tiere reicht von Anfang Mai bis Ende September. In manchen Regionen des Verbreitungsgebietes können auch schon Mitte April und noch Anfang Oktober adulte Tiere beobachtet werden. Letzteres ist aber meist nur der Fall, wenn innerhalb eines Jahres eine zweite Generation hervorgebracht wird. Die Weibchen legen ihre Eier stets ohne Beteiligung der Männchen in den Abendstunden an schwimmenden Pflanzenteilen ab. Unter Schlanklibellen ist es ungewöhnlich, dass die Eiablage nicht im „Tandem“ erfolgt. Die Larvalentwicklung dauert in der Regel ein Jahr, kann aber unter günstigen Lebensbedingungen noch innerhalb der Flugzeit abgeschlossen sein, so dass eine zweite Generation in einem Jahr auftreten kann. Im größten Teil des Verbreitungsgebietes ist das aber eher die Ausnahme. Manchmal kann auch eine zweijährige Entwicklungszeit der Larven vorkommen.

## Ernährung
Die Larven der Großen Pechlibelle gelten als sehr gefräßig und ernähren sich überwiegend von planktischen Organismen des Benthos (Kleinkrebse etc.). Die Imagines jagen verschiedene Kleininsekten (unter anderem Blattläuse), gelegentlich auch andere Kleinlibellen.

## Verbreitung und Lebensraum
Das Verbreitungsgebiet der Großen Pechlibelle erstreckt sich über ganz Europa und ist im Norden bei etwa 62° nördlicher Breite begrenzt. Somit fehlt die Art nur in Teilen Skandinaviens sowie im Süden auf Mittelmeerinseln wie Korsika, Sardinien, Sizilien und Malta. Als Habitat werden sowohl langsam fließende als auch stehende Gewässer angenommen. Hierbei stellt die Art nur geringe Ansprüche an die Ausstattung ihrer Fortpflanzungsgewässer und ist so auch eine der ersten Libellenarten, die sich an neu angelegten naturnahen Gartenteichen einfindet.

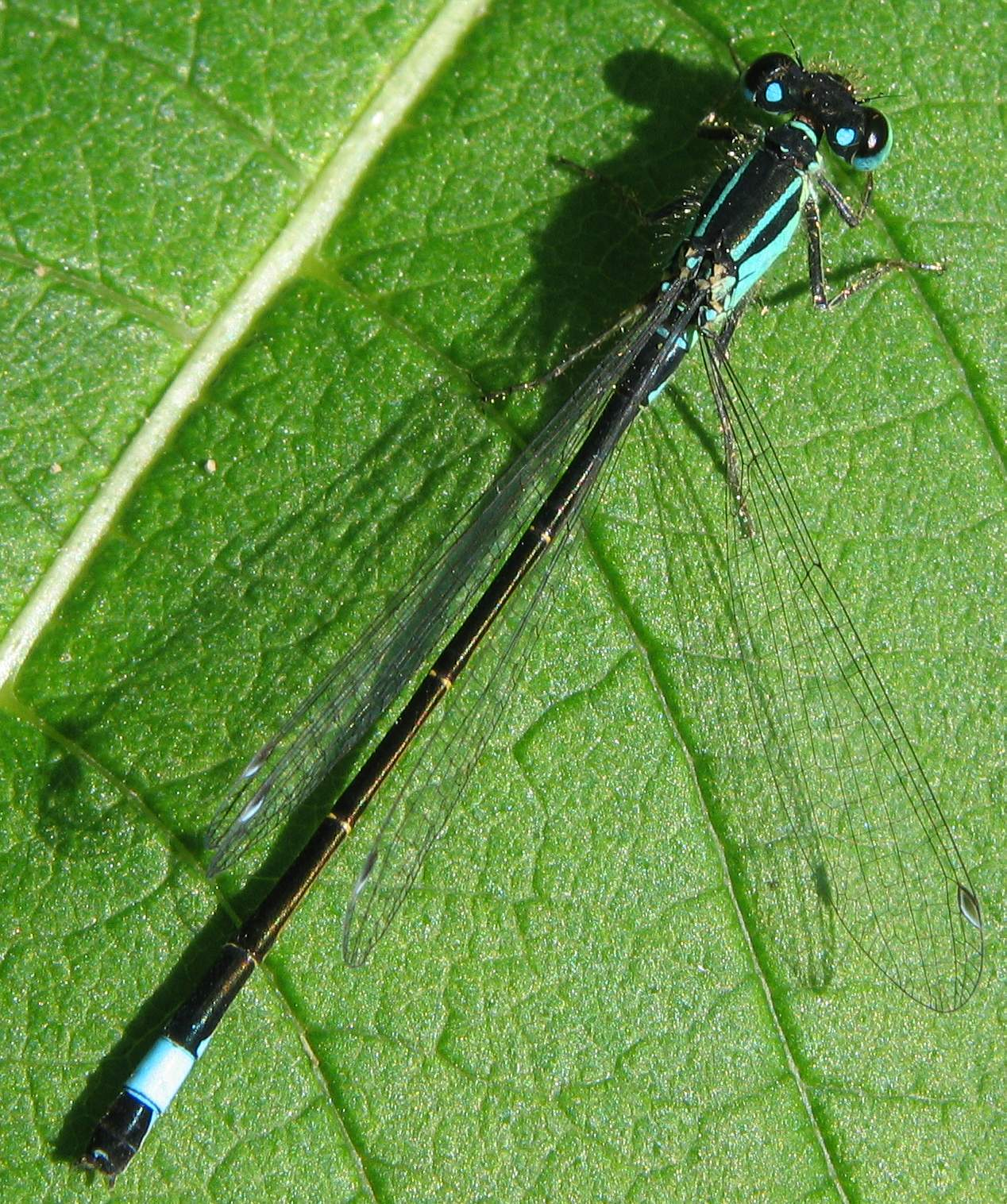
Oberseits dominiert eine schwarze Färbung, was namensgebend war (hier ein Männchen)
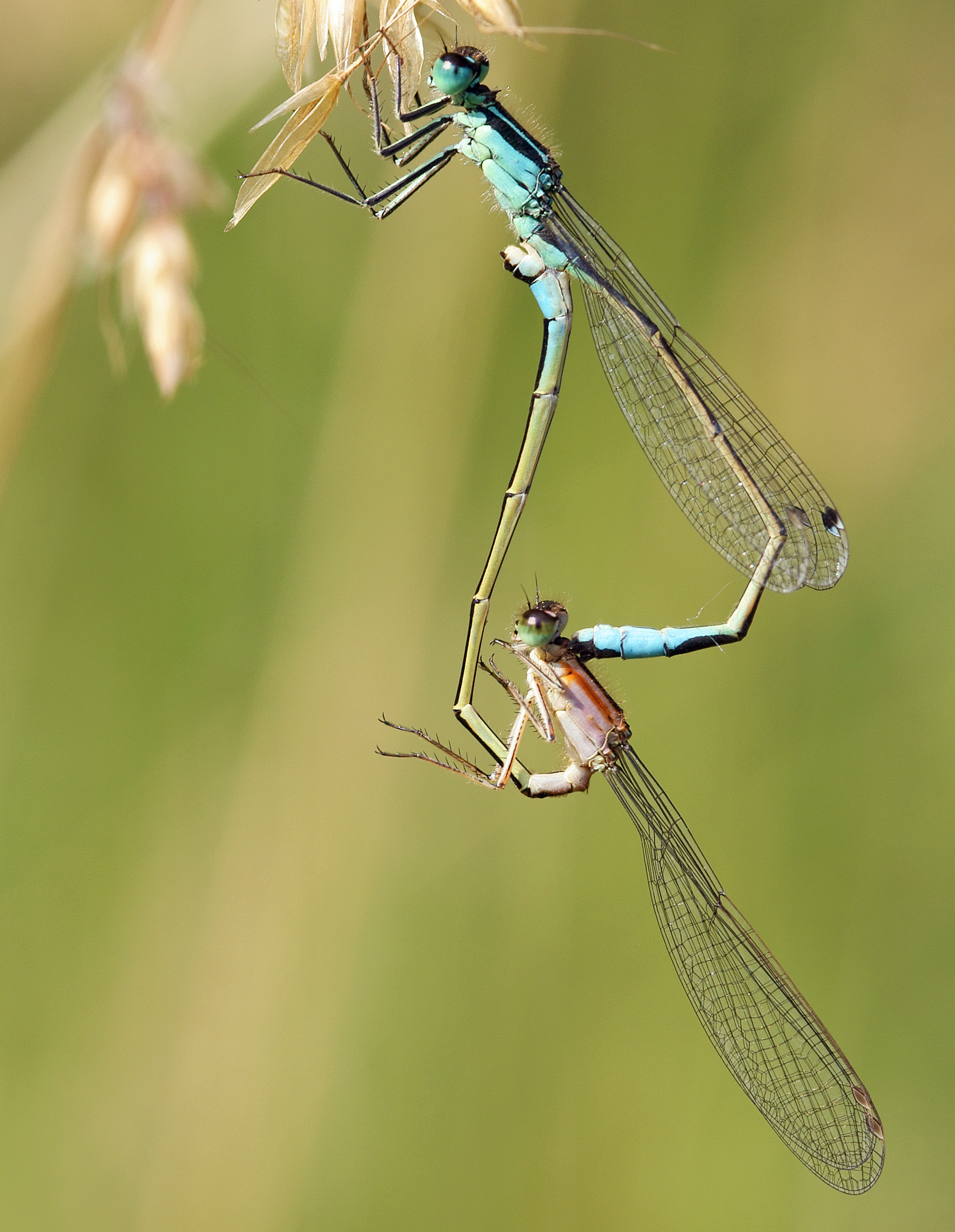
Paarungsrad – oben das bläuliche Männchen; das Weibchen dürfte farbmorphologisch eine Übergangsform zwischen der Jugendform rufescens und der Altersform infuscans-obsoleta sein
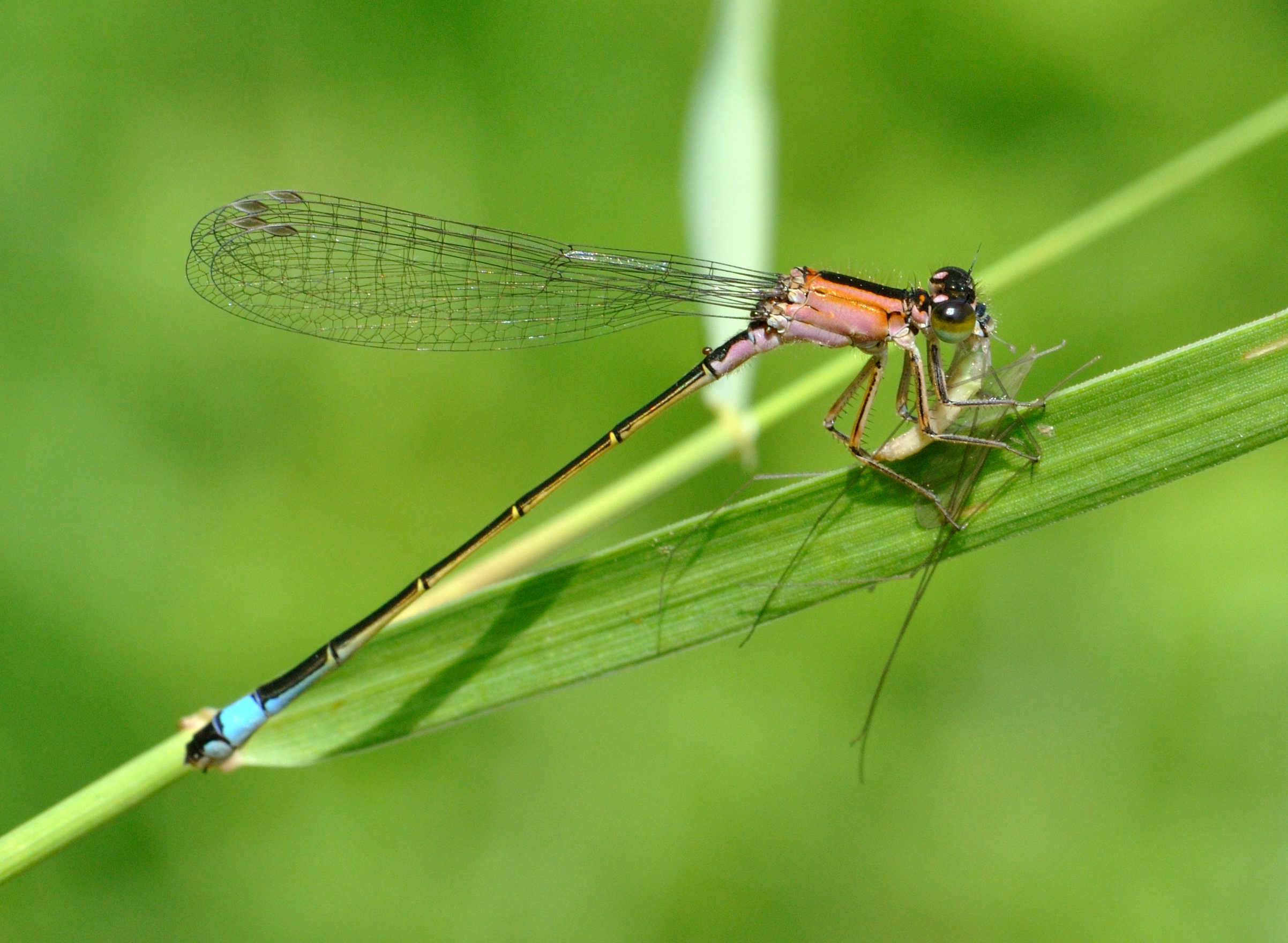
Junges Weibchen (forma rufescens) mit Beute
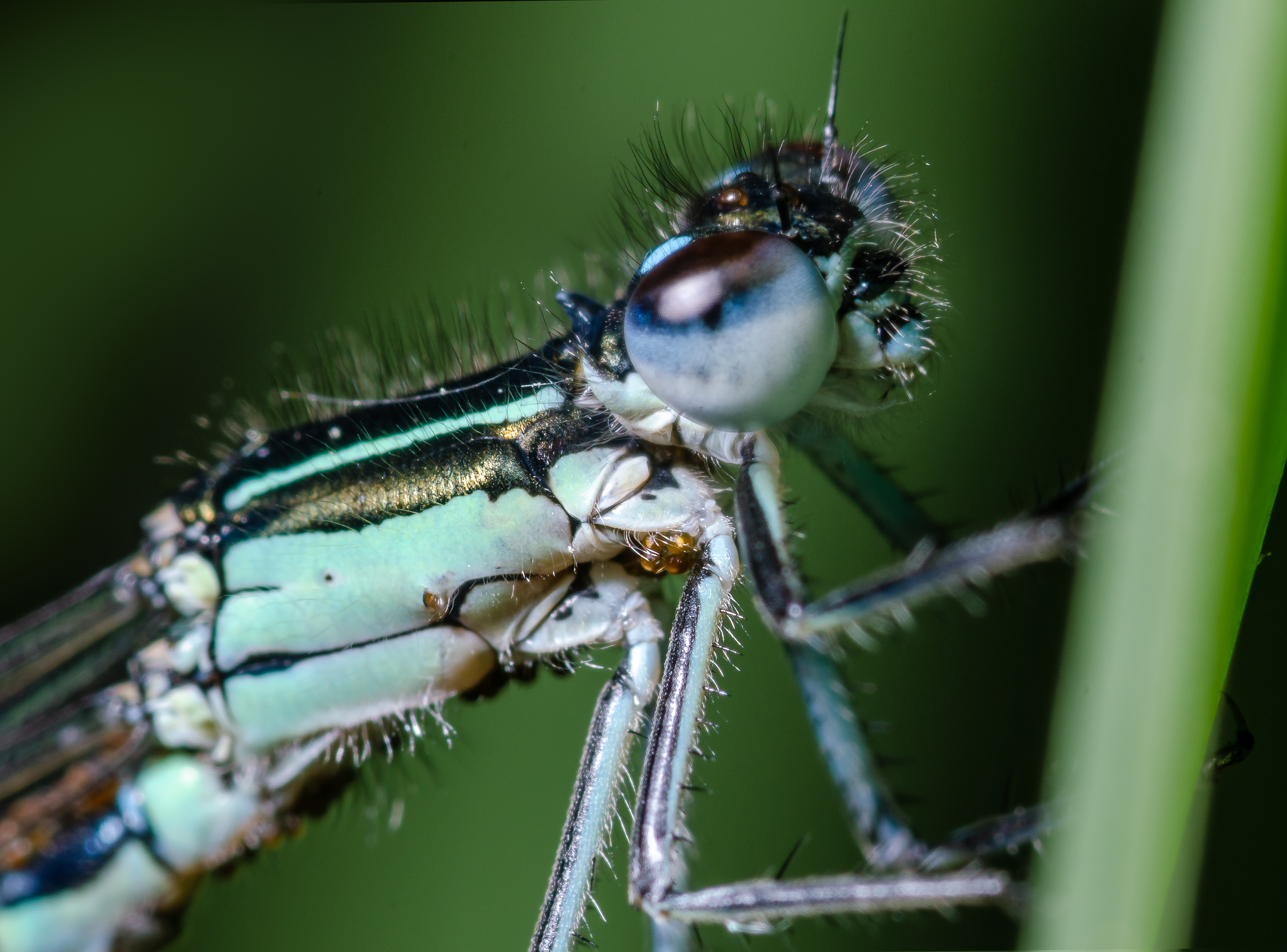
Nahaufnahme von Kopf und Thorax